# Art & Project
Art & Project fu una galleria e una rivista di Amsterdam attiva tra il 1968 e il 1989, diretta da Adriaan van Ravesteijn e Geert van Beijeren.

## Storia
Nella galleria e nella rivista furono presentati tra gli altri i seguenti artisti:
Barry Flanagan, Douglas Huebler, Lawrence Weiner, Sol LeWitt, Robert Barry, Carl Andre, Joseph Kosuth, Richard Long, Stanley Brouwn, Gilbert & George, Alighiero Boetti, Francesco Clemente, Allen Ruppersberg, Marcel Broodthaers, John Baldessari, Hamish Fulton, Jan Dibbets, Ian Wilson, Bas Jan Ader e Daniel Buren.